# Oruza lacteicosta
Oruza lacteicosta là một loài bướm đêm trong họ Erebidae.